# Samuel Morland
Sir Samuel Morland (Sulhamstead Bannister, 1625 – Hammersmith, 30 dicembre 1695) è stato un diplomatico, inventore e crittologo inglese.

## Biografia
Samuel Morland era figlio del reverendo Thomas Morland, un ecclesiastico della Chiesa d'Inghilterra. Fu educato al Winchester College nell'Hampshire e poi al Magdalene College di Cambridge di cui è stato ricercatore e tutore nel 1649, e dove godeva di una notevole reputazione come matematico e latinista. Oltre al latino conosceva anche il greco, l'ebraico e il francese, la lingua veicolare della cultura e della diplomazia del tempo. Fra i suoi allievi di quegli anni c'era Samuel Pepys, che sarebbe diventato famoso per il suo diario e che frequentò spesso anche in seguito. 
Negli anni del Commonwealth, Morland parteggiava per Oliver Cromwell ed iniziò la sua carriera diplomatica facendo parte di una missione inviata in Svezia. Successivamente fu accreditato presso la corte di Carlo Emanuele II di Savoia per presentare un appello a favore delle Chiese Evangeliche delle valli piemontesi. La missione riscosse un grande successo e ottenne la fine dei massacri perpetrati a danno dei Valdesi. Essendo stato assunto da John Thurloe, il capo dell'efficientissimo Servizio Segreto, Morland si ritrovò ad operare nel campo dello spionaggio. 

### Spionaggio
Nel 1657, scoprì un complotto per assassinare il futuro re Carlo II, che allora si trovava in esilio, organizzato da Richard Willis e dal Segretario di Stato Thomas Scott. Nelle sue memorie ricorda che la sua coscienza gli vietava di lasciare che questo progetto omicida si realizzasse e perciò decise di mandare un messaggio di avvertimento al sovrano salvandogli in tal modo la vita.
Dopo la Restaurazione, il re lo ricompensò con la nomina a cavaliere e primo baronetto, con un posto nel Consiglio Privato e con una lauta pensione.
Samuel Pepys, nel suo diario, registra esplicitamente che quando era alle dipendenze del Segretario John Thurloe, Morland faceva comunque il doppio gioco a favore del re.
A seguito della nuova posizione sociale raggiunta, Morland cominciò a darsi delle arie recandosi in chiesa e ad altre cerimonie pubbliche con una ricca carrozza e due lacchè in livrea. Tuttavia non poté evitare di essere considerato con disprezzo da Sir Edward Montagu e dagli ufficiali anziani della marina per aver cambiato fronte e aver tradito i vecchi amici.

## Le invenzioni
Per ingraziarsi ulteriormente il re, che aveva un debole per le scoperte scientifiche, cominciò a dedicarsi alle invenzioni tecniche, riscuotendo successi ed insuccessi. Progettò macchine calcolatrici, una stufa metallica portatile, un megafono, un argano, e un dispositivo circolare per cifrare. Un suo apparecchio per aprire e richiudere le lettere, che ovviamente aveva interesse politico in quanto serviva in una camera nera ante litteram esistente presso l'Ufficio Postale, andò perduto nel Grande Incendio di Londra del 1666 e non ne conosciamo i particolari costruttivi.
Hanno grande importanza i suoi esperimenti di idraulica. Nel 1681 aveva mostrato il suo sistema di pompaggio alla presenza del re e di altri ospiti illustri, sollevando per 18 metri dal Tamigi fino alla sommità del castello di Windsor un fiotto di acqua colorata con il vino. Questa esibizione gli guadagnò il titolo di Master of Mechanicks. I suoi esperimenti di pompaggio continuarono in Francia dove era stato incaricato dal re Luigi XIV di portare l'acqua a Versailles.
Uomo senza il minimo senso del denaro era costantemente in stato di indigenza, come ci informa Pepys nel suo Diario. Divenne cieco dopo aver scritto la propria autobiografia di cui esiste un'edizione a stampa. 

### Crittologo
Il personaggio non è molto conosciuto in ambiente crittologico, e nella letteratura specializzata non esistono documenti sulla sua attività crittografica durante o dopo il suo servizio per il Segretario John Thurloe. Niente si sa su una sua attività di criptanalista, al di là dell'apertura, copia e decifrazione della corrispondenza. Probabilmente la sua competenza non era paragonabile a quella del professore di matematica di Oxford John Wallis, che a quel tempo era pure impiegato come criptanalista nell'Intelligence Service.
Nel 1666 pubblicò un in-folio di 12 pagine stampato in vari colori intitolato A new Method of Cryptography dove sono descritte varie cifre e un curioso apparecchio cifrante. L'autore dimostra di conoscere la crittografia, senza citare le sue fonti. Non crede affatto nella crittanalisi, anche se ha fatto qualche esperienza in materia. Morland ritiene che solo un testo cifrato sciattamente può essere forzato dopo uno studio attento, ma che un crittogramma compilato con competenza e acume possa essere decifrato è solo una falsa pretesa.
La prima parte del suo manuale è dedicata a una serie di cifrature di trasposizione, da quella semplice a colonne a chiave numerica a quelle composte di molte figure geometriche di trasposizione applicate una dopo l'altra e con ampio uso di lettere nulle, introdotte per confondere chi tentasse di decifrare i messaggi. Come tanti altri commentatori di crittografia Morland osserva che secondo le conoscenze matematiche del suo tempo le permutazioni di una frase di 24 lettere sono così numerose che una squadra di mille milioni di abili addetti non potrebbe risolverla in mille milioni di anni lavorando anche nei giorni festivi. L'unica alternativa è la Magia nera o un aiuto angelico.
La parte conclusiva del libro contempla la descrizione della sua cifra autocifrante con la coloratissima “Machina Cyclologica Cryptographica”. 

#### La Machina Cyclologica Cryptographica
Il disco cifrante comunemente conosciuto era stato inventato 200 anni prima da Leon Battista Alberti che lo aveva descritto nel suo De cifris e consta di due semplici dischi concentrici ruotanti l'uno rispetto all'altro, con gli alfabeti posti sulle loro circonferenze.
La macchina di Morland consiste in due piatti o dischi metallici di cui uno ha 25 fori posti in circolo. Sopra e sotto ciascuno di questi fori sono incise due lettere identiche in caratteri minuscoli. Gli alfabeti hanno due tipi di S e la U e la V sono una lettera sola. La corona esterna rappresenta il cifrato, quella interna le chiavi.
Un secondo piatto posto sopra il primo ha alla periferia 24 caratteri maiuscoli e una finestrella quadrata. Questo disco rappresenta il chiaro e nasconde le lettere del cerchio esterno del disco inferiore meno quella che appare nella finestrella. La parte centrale di questo disco è ritagliata e lascia vedere la serie dei fori e le lettere chiave del disco inferiore. Un ditale terminante in una punta da portare sul dito medio serve a far ruotare il disco inferiore inserendo la punta nei fori. Questa costruzione è evidentemente derivata dalle sue macchinette calcolatrici. Gli alfabeti incisi sui dischi sono entrambi mischiati secondo accordi fra i corrispondenti.
Per cifrare una lettera con una data chiave l'operatore inserisce la punta del suo ditale nel foro corrispondente alla lettera chiave e ruota il disco fino a raggiungere la lettera maiuscola del chiaro, leggendo la lettera che appare nella finestrella. Per decifrare si inserisce la punta nel foro relativo alla lettera chiave e si ruota il disco facendo apparire la lettera del cifrato nella finestrella. La lettera del chiaro si legge in corrispondenza della lettera chiave.
Questa cifra potrebbe definirsi come un'autocifratura con una sostituzione di tipo Beaufort ad alfabeti mischiati, usando l'alfabeto segreto come verme non ripetuto. La cifratura si inizia con una lettera di innesco convenuta. Nelle illustrazioni del libro si notano alcune incongruenze rispetto al testo, segno evidente della macchinosità del sistema. L'invenzione non rappresenta affatto quella novità che vorrebbe costituire. Di nuovo rispetto ad altri dischi cifranti c'è solo l'uso dello stilo e l'alfabeto extra per le lettere chiave, che è assolutamente inutile perché identico all'alfabeto del cifrato. L'aver mischiato entrambi gli alfabeti è una complicazione inutile che non aggiunge segretezza al sistema.